# گروه مطالعات عراق

جلد گزارش

گروه مطالعات عراق (ISG) که با نام کمیسیون بیکر-همیلتون نیز شناخته می‌شود، یک هیئت ده نفره دو حزبی بود که در۱۵مارس۲۰۰۶ توسط کنگره ایالات متحده منصوب شد و مسئول ارزیابی وضعیت عراق و جنگ عراق به رهبری ایالات متحده بود. این پانل توسط جیمز بیکر وزیر امور خارجه سابق و نماینده سابق دموکرات کنگره از ایندیانا، لی اچ. همیلتون رهبری شد و اولین بار توسط فرانک ولف، نماینده جمهوریخواه ویرجینیا پیشنهاد شد.
گروه مطالعه عراق توسط مؤسسه صلح ایالات متحده، که گزارش نهایی گروه مطالعات عراق را در ۶ دسامبر۲۰۰۶ در وب سایت خود منتشر کرد، تسهیل شد. این گزارش وضعیت عراق را «وخیم و رو به وخامت» توصیف کرد و اوج مصاحبه با ۱۷۰نفر، سفر به عراق و هفت ماه تحقیق و تحلیل سیاست بود.

## اعضا

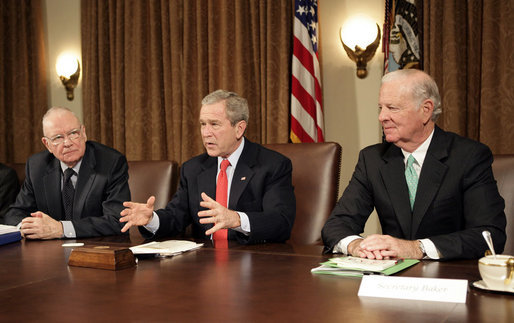
لی اچ. همیلتون (چپ) و جیمز بیکر (راست) گزارش گروه مطالعاتی عراق را در ۶ دسامبر۲۰۰۶ به جورج دبلیو بوش ارائه کردند.

این سازمان توسط صندلی‌های مشترک هدایت می‌شد جیمز بیکر وزیر امور خارجه سابق (جمهوریخواه) و لی اچ همیلتون نماینده سابق ایالات متحده (دموکرات).

### جمهوریخواهان
علاوه بر بیکر، اعضای جمهوری‌خواه پانل شد:
- ساندرا دی اوکانر، قاضی سابق دادگاه عالی
- لارنس ایگلبرگر، وزیر امور خارجه سابق ایالات متحده
- ادوین میس سوم، دادستان کل سابق ایالات متحده
- آلن کی سیمپسون، سناتور سابق ایالات متحده از وایومینگ

### دموکرات‌ها
علاوه بر همیلتون، اعضای دموکرات این هیئت عبارت بودند از:
- ورنون جردن، جونیور، مدیر بازرگانی
- لئون پانتا، رئیس سابق کارکنان کاخ سفید
- ویلیام جی پری، وزیر دفاع سابق آمریکا
- چارلز اس. راب، فرماندار سابق و سناتور ایالات متحده از ویرجینیا

### اعضای سابق
دو نفر از اعضای اصلی هیئت (هردو جمهوری‌خواه) قبل از انتشار گزارش نهایی گروه استعفا دادند:
- رودی جولیانی، شهردار سابق نیویورک، در ۲۴می از سمت خود استعفا داد. او اکثر جلسات گروه را از دست داده بود و در نامه استعفای خود دلیل استعفا را «تعهدات زمانی قبلی» عنوان کرده بود. (در طول ماه اول جلسات پانل، جولیانی ۱٫۷میلیون دلار برای ایراد ۲۰سخنرانی به گروه‌های مختلف دریافت کرده بود.[۶] هنگامی که گزارش این گروه در دسامبر۲۰۰۶ منتشر شد، جولیانی دلیل متفاوتی ارائه کرد-اینکه او فکر نمی‌کرد که یک نامزد فعال ریاست جمهوری در چنین پنل «غیرسیاسی» شرکت کند.[۷] ادوین میز جایگزین او شد.[۸]
- رابرت گیتس، وزیر دفاع اسبق ایالات متحده و مدیر سابق اطلاعات مرکزی، پس از اینکه در ۸ نوامبر نامزد وزارت دفاع شد، از این هیئت استعفا داد. لارنس ایگلبرگر جایگزین او شد.[۹]

## تأمین مالی و پشتیبانی
کار این پانل توسط مؤسسه صلح ایالات متحده تسهیل شد و توسط مرکز مطالعات استراتژیک و بین‌المللی(CSIS)، مرکز مطالعات ریاست جمهوری(CSP) ومؤسسه سیاست عمومی جیمز ای بیکر حمایت شد. پیش‌بینی می‌شد که ۱٫۳ میلیون دلار بودجه از کنگره دریافت کند.

## فعالیت‌ها

### داخلی
گروه مطالعه عراق در ۱۳ نوامبر با اعضای تیم امنیت ملی ایالات متحده به همراه پرزیدنت بوش ملاقات کرد قبل از این اعلامیه گزارش شده بود که بیکر به‌طور منظم با کاخ سفید، به‌ویژه با استیون هدلی، مشاور امنیت ملی و پرزیدنت بوش در تماس بوده‌است.

### بین‌المللی
در ۱۱ نوامبر۲۰۰۶، اعلام شد که تونی بلر ،نخست‌وزیر بریتانیا، که از پرزیدنت بوش در جنگ عراق حمایت کرده‌است، باید به گروه مطالعه عراق شهادت دهد. سخنگوی داونینگ استریت گفت که بلر در ۱۴ نوامبر مطالب خود را از طریق پیوند ویدئویی ارائه خواهد کرد. در آن زمان تصور می‌شد که نخست‌وزیر بریتانیا ایده‌های خود در مورد عراق را در یک سخنرانی مهم در سیاست خارجی در روز دوشنبه، ۱۳ نوامبر بیان خواهد کرد.

## استدلال‌های داخلی
بر اساس گزارشی در اواخر نوامبر۲۰۰۶ در خبر روز، اختلافات داخلی، ترور وزیر کابینه در لبنان، و مخالفت پرزیدنت بوش با گروهی که مذاکره با ایران و سوریه را توصیه می‌کرد، قصد کمیسیون برای صدور یک گزارش توافقی را به چالش کشید. یک کارشناس عراقی به روزنامه گفت که «دعوای زیادی» درمیان مشاوران متخصص این گروه، عمدتاً بین محافظه‌کاران و لیبرال‌ها وجود داشته‌است.

## توصیه‌ها
اگرچه گزارش نهایی تا ۶ دسامبر۲۰۰۶ منتشر نشد، گزارش‌های رسانه ای قبل از آن تاریخ، برخی از توصیه‌های احتمالی این هیئت را تشریح کردند. از جمله آغاز خروج تدریجی نیروهای رزمی ایالات متحده از عراق و گفتگوی مستقیم ایالات متحده با سوریه و ایران بر سر عراق و خاورمیانه بود. گروه مطالعاتی عراق همچنین دریافت که پنتاگون به میزان قابل توجهی میزان خشونت در عراق را کمتر گزارش کرده‌است و مقامات اطلاعات کمی در مورد منبع این حملات به دست آورده‌اند. این گروه همچنین وضعیت افغانستان را چنان فاجعه بار توصیف کرد که ممکن است برای کمک به ثبات کشور نیاز به منحرف کردن نیروها از عراق داشته باشند. پس از انتشار این گزارش‌ها، رئیس مشترک جیمز بیکر هشدار داد که نباید از این گروه انتظار داشت که یک «گلوله جادویی» برای حل مناقشه عراق تولید کند.
بر اساس گزارشی در اواخر نوامبر، گروه مطالعاتی عراق «قویا» خواستار عقب‌نشینی گسترده نیروهای آمریکایی از عراق شده بود. گزارش نهایی منتشر شده در ۶ دسامبر۲۰۰۶ شامل ۷۹توصیه و ۱۶۰ صفحه بود.
به گفته وب سایت مؤسسه صلح ایالات متحده، تا مارس۲۰۰۷، گزارش گروه مطالعه عراق بیش از ۱٫۵میلیون بار دانلود شده بود. گزارش به راحتی برای مطالعه مستقیم در دسترس است. برخی از نتایج (از تعداد زیادی) عبارتند از: ارزیابی ثبات به عنوان «دست نیافتنی» و وضعیت «وخیم تر»، این که همه همسایگان عراق (از جمله ایران و سوریه) باید در یک تلاش دیپلماتیک خارجی برای ایجاد ثبات در عراق مشارکت داشته باشند، اینکه تعهدات در سراسر جهان محدودیت‌ها را محدود می‌کند. ایالات متحده از افزایش شدید نیروها در عراق، و توجه ایالات متحده به عراق، منابع را از افغانستان منحرف کرد (عدم تعادلی که گزارش می‌گوید ایالات متحده باید برای جلوگیری از ظهور مجدد طالبان و القاعده آن را بازگرداند). توصیه‌های بسیار بیشتری وجود دارد.
در این میان، یکی از توصیه‌های مهم این بود که انتقال قدرت به «نخبگان حاکم جدید» در عراق به‌طور قابل ملاحظه‌ای افزایش یابد. به گفته توبی دوج، این «به امید موفقیت آنها در جایی که دولت و ارتش ایالات متحده تاکنون شکست خورده‌اند» توصیه شده‌است، و بااین تصور که به نوبه خود امکان خروج قریب‌الوقوع تر برخی از نیروهای آمریکایی را فراهم می‌کند. از عراق (همان‌طور که ذکر شد)، با یک اثر کاهش تعداد سربازان آمریکایی کشته یازخمی شده‌است.

## دیدگاه‌ها در مورد گزارش
در یک کنفرانس خبری با تونی بلر نخست‌وزیر بریتانیا در واشینگتن در ۶ دسامبر۲۰۰۶، رئیس‌جمهور جورج دبلیو بوش در مورد گزارش گروه مطالعات عراق اظهار نظر کرد و برای اولین بار اذعان کرد که «رویکرد جدیدی» در عراق مورد نیاز است، و این وضعیت. در عراق «بد» است و کار پیش رو «دلگیر» بود. پرزیدنت بوش گفت که او همه توصیه‌های هیئت گروه مطالعه عراق را نمی‌پذیرد اما قول داد که این گزارش را جدی خواهد گرفت. پرزیدنت بوش قبل از ترسیم مسیر جدید در مورد عراق منتظر سه مطالعه دیگر از پنتاگون ،وزارت خارجه ایالات متحده و شورای امنیت ملی بود. در مورد سیاست خارجی ایالات متحده، پرزیدنت بوش هشدار داد که تنها در صورتی با ایران گفتگو خواهد کرد که غنی سازی اورانیوم را به حالت تعلیق درآورد و اگر سوریه از حمایت مالی مخالفان در لبنان دست بردارد، سوریه را با خود همراه کنید. از دولت لبنان فؤاد سینیوره، نخست‌وزیر لبنان حمایت می‌کند و کمک‌های اقتصادی به عراق را ادامه می‌دهد.
فردریک کاگان، محقق در مؤسسه امریکن اینترپرایز (AEI) به همراه ژنرال جک کین، ارتش ایالات متحده (بازنشسته) ایده افزایش نیرو در عراق را در یک رویداد در ۱۴ دسامبر۲۰۰۶ در مؤسسه امریکن اینترپرایز و دوباره در رویداد ۵ ژانویه۲۰۰۷ با حضور سناتورهای جان مک کین و جوزف لیبرمن. گزارش «انتخاب پیروزی: برنامه ای برای موفقیت در عراق» در کنفرانس اخیر منتشر شد. در حالی که گزارش گروه مطالعه عراق ظاهراً نیروی محرکه تغییر سیاست در عراق بود، گزارش مؤسسه امریکن اینترپرایز خط مشی واقعی اتخاذ شده توسط دولت بوش را تشریح کرد.
آنتونیا جوهاس به تمرکز مطالعه بر نفت عراق در فصل آغازین و در توصیه ۶۳ اشاره کرد و نتیجه گرفت که گروه مطالعاتی عراق جنگ عراق را تا زمانی که شرکت‌های نفتی آمریکایی دسترسی قانونی بتمام میادین نفتی عراق را تضمین نکنند، تمدید خواهد کرد.
جلال طالبانی ، رئیس‌جمهور عراق،نتایج این گروه را برای حاکمیت و قانون اساسی عراق «بسیار خطرناک» خواند. طالبانی گفت: در مجموع من این گزارش را رد می‌کنم.
گروه بین‌المللی بحران، که گزارش خود را در مورد یافته‌های گروه مطالعات عراق و وضعیت عراق به‌طور گسترده‌تر پس از گزارش گروه مطالعه عراق تهیه کرد، استدلال کرد که این مطالعه نشان‌دهنده تغییری دیرهنگام و ضروری در تفکر نخبگان سیاسی آمریکا در مورد سیاست ایالات متحده در عراق است. به این ترتیب، آنها پیشنهاد کردند که باید از آن استقبال کرد. به رسمیت شناختن ظاهری گزارش از بسیاری از شکست‌های تهاجم به رهبری ایالات متحده، به‌ویژه از نظر امنیتی، و توصیه آن به تغییر رویکرد به سیاست خارجی آمریکا درخاورمیانه به‌طور کلی، از سوی بخش‌های مهمی از جامعه دانشگاهی در این منطقه حمایت شد. ایالات متحده که به‌طور فزاینده‌ای نسبت به ماهیت دخالت آمریکا درعراق (البته از دیدگاه‌های مختلف) انتقاد بیشتری کرده بود، زیرا بنظر می‌رسید وضعیت در این کشور رو به وخامت بیشتری می‌رفت.
حمایت گروه بین‌المللی بحران (ICG) به ویژه برای اکثر توصیه‌های اصلی گروه مطالعاتی عراق که در بالا ذکر شد، و همچنین برای نتیجه‌گیری‌های بعدی آن مبنی بر درگیری مجدد با مناقشه اسرائیل و فلسطین، «ادغام مجدد» سابق اعضای حزب بعث و تلاش‌ها برای اجازه دادن به فرایند سیاسی فراگیرتر در عراق، همه گام‌های ضروری برای رسیدگی به مشکلات کشور و منطقه بود. با این حال، ستایش گروه بین‌المللی بحران واجد شرایط بود. گزارش آن استدلال می‌کرد که این مطالعه نتوانست نتیجه‌گیری‌های خود را با پیشنهادهای به اندازه کافی رادیکال برای ایجاد تغییر سیاست اساسی مطابقت دهد. بعنوان مثال، گروه بین‌المللی بحران از گروه مطالعات عراق به دلیل عدم تأکید بر محوریت چندجانبه گرایی در فرآیندهایی که سعی در رسیدگی به وضعیت عراق دارند،انتقاد کرد. از نظر ایجاد همکاری منطقه‌ای، که آن را برای حل و فصل بلندمدت مناقشه حیاتی می‌داند، گروه بین‌المللی بحران همچنین از «اهداف استراتژیک تغییر یافته» از سوی ایالات متحده حمایت می‌کند و از جاه طلبی‌های خاص برای بازسازی اجباری منطقه میانه چشم‌پوشی می‌کند.

### اسناد از طبقه‌بندی خارج شده
- دفتر مرکز خدمات FOIA وزیر دفاع، اسناد گروه مطالعاتی عراق